# Resolució 546 del Consell de Seguretat de les Nacions Unides
La Resolució 546 del Consell de Seguretat de les Nacions Unides, aprovada el 6 de gener de 1984 després d'escoltar la representació de la República Popular d'Angola, el Consell va recordar les resolucions 387 (1976), 428 (1978), 447 (1979), 454 (1979), 475 (1980) i 545 (1983) i condemnà Sud-àfrica per les seves incursions contínues a través de l'ocupada Àfrica del Sud-Oest en violació directa de les resolucions anteriors.
El Consell va exigir Sud-àfrica respectar la integritat territorial d'Angola, prenent nota que Angola té dret a la legítima defensa i a la compensació dels atacs. També fa una crida a Sud-àfrica perquè cessi l'ocupació del sud d'Angola i retiri les seves tropes. La resolució insta els estats membres a donar suport econòmic a Angola, així com fer complir la Resolució 418 (1977) sobre l'embargament d'armes contra Sud-àfrica. També va demanar al secretari general que faci un seguiment de la situació i n'informi al Consell si ho considera oportú.
La Resolució del Consell 447 va ser adoptada per 13 vots a favor i cap en contra; els Estats Units i el Regne Unit es van abstenir.